# كارلوس كاسترو (لاعب كرة قدم)
كارلوس كاسترو (بالإسبانية: Carlos Castro)‏ هو لاعب كرة قدم فنزويلي، ولد في 18 مارس 1968. شارك مع منتخب فنزويلا لكرة القدم. أما مع النوادي، فقد لعب مع ديبورتيفو تاشيرا ومينيروس دو غويانا.